# Leopold Knebelsberger

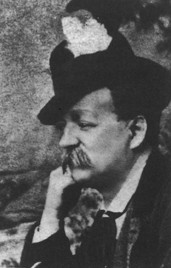
Leopold Knebelsberger

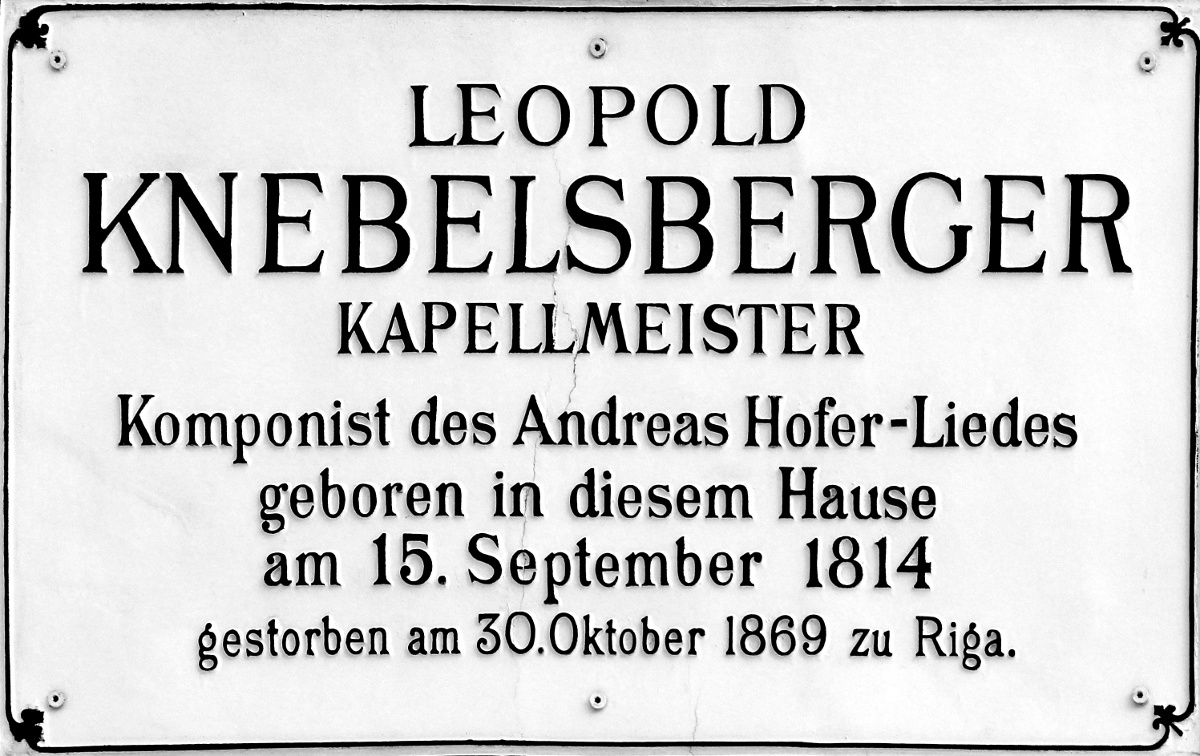
Gedenktafel am Geburtshaus in Klosterneuburg

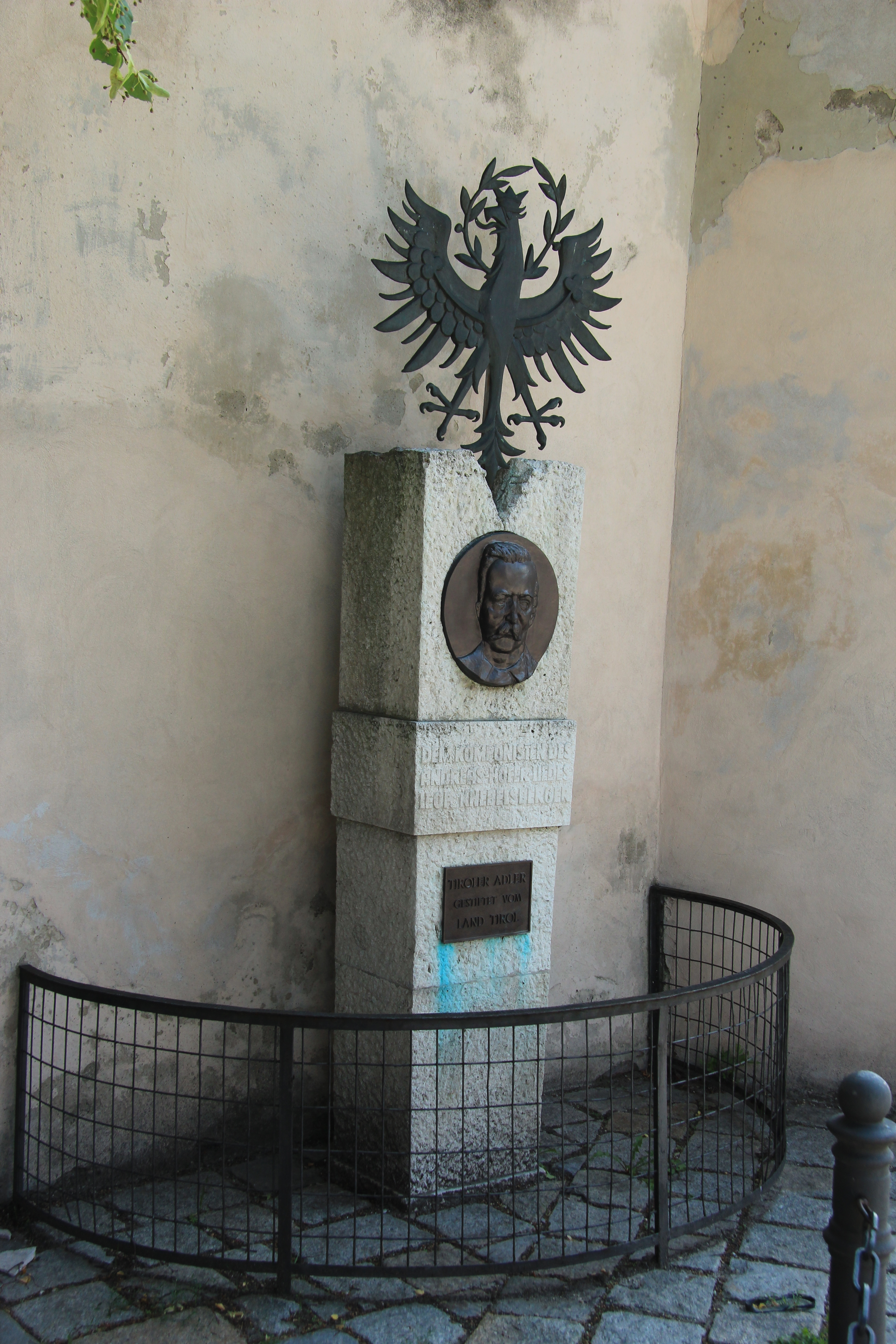
Gedenkstein an der Martinskirche in Klosterneuburg

Leopold Knebelsberger (* 15. September 1814 in Klosterneuburg; † 30. Oktober 1869 in Riga) war ein österreichischer Musiker und Komponist. Er ist vor allem bekannt für die Melodie des Andreas-Hofer-Liedes.

## Leben
Leopold Knebelsberger erhielt von seinem Vater, der 65 Jahre lang als Mesner und Organist an der Pfarrkirche St. Martin in Klosterneuburg wirkte, den ersten Musikunterricht. Seine Mutter war die Tochter des Dorfrichters von Leobersdorf. Knebelsberger erlernte Violin- und Orgelspiel, außerdem Hackbrett und Gitarre.
Nachdem seine große musikalische Begabung auffiel, wurde er in Wien durch Conradin Kreutzer (1780–1849) in Komposition und Harmonielehre ausgebildet. Knebelsberger vervollkommnete sein Violinspiel durch Unterricht bei Joseph Mayseder (1789–1863).
Bis etwa 1843 bestritt Knebelsberger, über dessen Jugendzeit wenig bekannt ist, seinen Lebensunterhalt durch Erteilen von Musikunterricht. Außerdem veranstaltete in seiner Heimatstadt Konzerte.
In Lübeck lernte Leopold Knebelsberger die Sängerin Anna Hellmrich kennen und heiratete sie am 31. Juli 1849 an ihrem böhmischen Geburtsort Preßnitz. Das Ehepaar erwarb zwar in Preßnitz ein Anwesen und bekam zehn Kinder, hielt sich aber nur selten zu Hause auf. Nachdem Knebelsberger bereits als Mitglied verschiedener Sängergesellschaften gearbeitet hatte, gründete er noch 1849 ein eigenes Gesangsensemble, die „Zillertaler“. Er unternahm ausgedehnte Tourneen durch viele europäische Länder, auf denen ihn seine Frau oft begleitete.
Leopold Knebelsberger starb während einer Konzertreise 1869 in Riga.
Obwohl über den Verbleib seines musikalischen Nachlasses wenig bekannt ist, wird sein Werkumfang auf ca. 300 volkstümliche Lieder und Instrumentalstücke geschätzt.
Seine Tochter Marie Knebelsberger wurde eine virtuose Zitherspielerin und gehörte einer Damenkapelle an, deren weite Konzertreisen sie u. a. bis nach Ägypten führten. 1874 heiratet sie den Preßnitzer Uhrmacher Auer. Marie Knebelsberger-Auer komponierte ebenfalls.

## „Zu Mantua in Banden“ (Andreas-Hofer-Lied)
In den 1840er Jahren vertonte Leopold Knebelsberger ein patriotisches Gedicht von Julius Mosen (1803–1867), eines Schriftstellers der deutschen Romantik: „Zu Mantua in Banden“ (1831). Die auch als Andreas-Hofer-Lied bekannt gewordenen Verse erfreuten sich bereits in der Epoche des deutschen Vormärz einiger Beliebtheit.
Zur Entstehungsgeschichte der Komposition, deren Quellenlage bis heute ungeklärt ist, gibt es drei Thesen:
1. 1840 habe sich Knebelsberger in Hart im Zillertal aufgehalten, um neue Sänger für sein Ensemble anzuwerben. Diese hätten ihn mit dem Gedicht von Mosen bekannt gemacht, was ihn zur Vertonung veranlasst habe.
2. 1844 habe Knebelsberger das Gedicht in einer Dresdner Zeitung gelesen.
3. Angeblich habe Knebelsberger schon in den 1840er Jahren Julius Mosen persönlich kennengelernt und für den populären Text unter Benutzung alter Volksweisen eine eingängige Melodie verfasst.

Als gesichert gilt, dass Leopold Knebelsberger 1855 eine seiner Konzertreisen gezielt nach Oldenburg lenkte, wo Julius Mosen als Dramaturg gewirkt hatte und seit 1846 wegen einer schweren rheumatischen Erkrankung ans Bett gefesselt war. Zur großen Freude Mosens trug ihm Knebelsbergers Musikensemble das vertonte Gedicht vor.
Das österreichische Bundesland Tirol erklärte das Andreas-Hofer-Lied am 2. Juni 1948 per Gesetz zur Tiroler Landeshymne.